# Luchthaven Devau
Luchthaven Devau (Russisch: аэропорт Девау, Duits: Flughafen Devau) ligt 2,5 kilometer ten noordoosten van de stad Kaliningrad. De luchthaven was de eerste burgerluchthaven van Duitsland en een van de oudste verkeersluchthavens ter wereld. Na de constructie van de nieuwe luchthaven Chrabrovo na de Tweede Wereldoorlog wordt de luchthaven enkel nog door sportvliegtuigen gebruikt.

## Geschiedenis
De luchthaven werd ontworpen door Hans Hopp en werd van 1919 tot 1921 gebouwd. Op 30 april 1922 werd de vluchtlijn Königsberg-Riga-Moskou geopend, de eerste internationale lijnvlucht naar de Sovjet-Unie. De vluchten werden georganiseerd door de Duits-Russische maatschappij Deruluft.
In 1938 werd de luchthaven ook industrieluchthaven voor Lufthansa. In 1939 vlogen er zo'n 1173 vliegtuigen op Devau. Na de oorlog werd Königsberg geannexeerd door de Sovjet-Unie en de naam van de stad werd Kaliningrad. De luchthaven kwam in onbruik door de bouw van Chrabrovo.